# スターゲイジー・パイ
スターゲイジー・パイ（英語: Stargazy pie, 「星見つめのパイ」の意味）は、ピルチャード（ニシイワシまたはヨーロッパマイワシと呼ばれる大型のサーディン）を卵やジャガイモとともにパイ生地に包んで焼いたイギリス・コーンウォールの名物料理である。スターリー・ゲイジー・パイ（starrey gazey pie）などと表記されることもある。
スターゲイジー・パイにはいくつかのバリエーションが存在し、パイ生地から魚の頭部や尾部が突き出しているのが主な特徴である。魚が頭部を突き出して星空を見上げているように見えることから料理名が名づけられた。

## 概要
スターゲイジー・パイはコーンウォールのマウゼル（Mousehole）村を発祥として伝統的に作られており、嵐で風吹き荒れる冬に一人漁に出て魚を獲ったトム・バーコックの英雄的な行為をたたえて、トム・バーコックス・イヴ祭が開催される12月23日に食べることとなっている。村がイルミネーションで飾られる現代の祭りによれば、彼が獲った魚は代表的な7種類の魚を含め全てを使用した巨大なスターゲイジー・パイに料理され、村人を飢えから救ったとされている。また、祭はその起源がキリスト教普及以前の時代にまで遡る証拠がある。この物語は、スターゲイジー・パイを取り上げたアントニア・バーバーの1991年の児童書「The Mousehole Cat」により一般的に広まったものである。2007年、ロンドンの料理人マーク・ヒックスはスターゲイジー・パイをアレンジした料理でBBCのグレイト・ブリティッシュ・メニューで優勝した。
スターゲイジー・パイは魚を使用したフィッシュパイの一種であり、伝統的にピルチャードを使用して作られる。魚体はパイから突き出し星を見上げる形にするため、頭部を切り離してはならない。魚肉部位については、調理中に出てきた油をパイの中に戻しても良い。これは味わいを深め、しっとりしたパイに仕上げるためである。料理人のリック・スタインはピルチャードが水面から跳ねる様子を表現するため、尾部についてもパイから突き出す形にすることを提案している。
The British Food Trustでは子供が楽しく興味を持つ料理として名前が上がっているものの、アメリカ合衆国の作家、ニール・セッチフィールドの著書を基にしたNew York Daily Newsの調査では「食べるとうんざりする料理」のリストに名前が上がっている。

## 起源
To be there then who wouldn't wesh, to sup o' sibm soorts o' fish

When morgy brath had cleared the path, Comed lances for a fry

And then us had a bit o' scad an' Starry-gazie pie

As aich we'd clunk, E's health we drunk, in bumpers bremmen high,

スターゲイジー・パイはコーンウォール西部の港町、マウゼルにその起源を持つ。コーンウォールの他の遺産と同様に、スターゲイジー・パイにはその起源に伝説が関係している。スターゲイジー・パイの場合は、16世紀のマウゼル在住の漁師、トム・バーコックの勇気をたたえて作られたものである。伝説によれば、嵐で風が吹き荒れるある冬、漁船を港から出すことができなくなってしまった。クリスマスが近づく中、魚を重要な食料源としていた村人たちは、飢えに直面した。
12月23日、トム・バーコックは嵐に挑んで漁を行うことを決心し、漁船を漕ぎだした。悪天候や荒れた海にも負けず、彼は村全体に提供できるほどの十分な魚を捕ることに成功した。捕れた魚すべて（7種類の魚を含む）はパイに入れて焼く際に、中に魚が入っていることを示すために魚の頭部をパイから突き出す形にされた。これ以降、トム・バーコックス・イヴ祭がマウゼルで12月23日に開催されるようになった。トム・バーコックの尽力を称えて、マウゼルの人々が手製ランタンを片手に夕方より巨大なスターゲイジー・パイを作り、食べる様子を見ることができる。
12月の終わりに向けて漁師により開催された古風な宴には、来る年の大漁を祈願して、異なる種類の魚を調理したパイが並んだ。トム・バーコックス・イヴは、この祭の転換点となった可能性がある。1963年以降、祭はマウゼル村の、ライトアップされた漁港のイルミネーションを背景に開催されている。ライトの1つのセットはスターゲイジー・パイを表しており、6つの星の下に、魚の頭部と尾部がパイから突き出している様子が見て取れる。
一説として、祭自体が1950年代に創作された、漁師宿の主人によるでっち上げだという説が存在する。しかし、祭は1927年にコーンウォール語作家のモートン・ナンスによって雑誌「オールド・コーンウォール」に記録されている。彼の記述によれば、1900年以前より祭は存在したが、トム・バーコックの実在性については疑問符をつけており、「ビューコック（Beau Coc）」ではないかと提案している。彼は、祭の起源がキリスト教が広まる以前の時代にまで遡ることも確認しているが、いつの時代にスターゲイジー・パイが祭の一部として提供されるようになったのかは不明である。モートン・ナンスはトム・バーコックス・イヴに歌われる民謡として定着し、地元の結婚行進曲に合わせて演奏される。
スターゲイジー・パイにまつわる伝説として、コーンウォールの他の特別扱いされたパイと同じく、悪魔がコーンウォールに二度とこない理由となっていることがあげられる。ロバート・ハントによるコーンウォールの伝統についてまとめた書籍「Popular romances of the west of England; or, The drolls, traditions, and superstitions of old Cornwall」では、悪魔がテイマール川をわたってトアポイントにやってくると説明されている。書籍内の「The Devil's Coits, etc」と題された章では、コーンウォールの人々がパイにあらゆるものを詰めている様子を悪魔が見て、パイにされる前にデヴォンへの退散を決心する描写が出てくる。

## 調理法

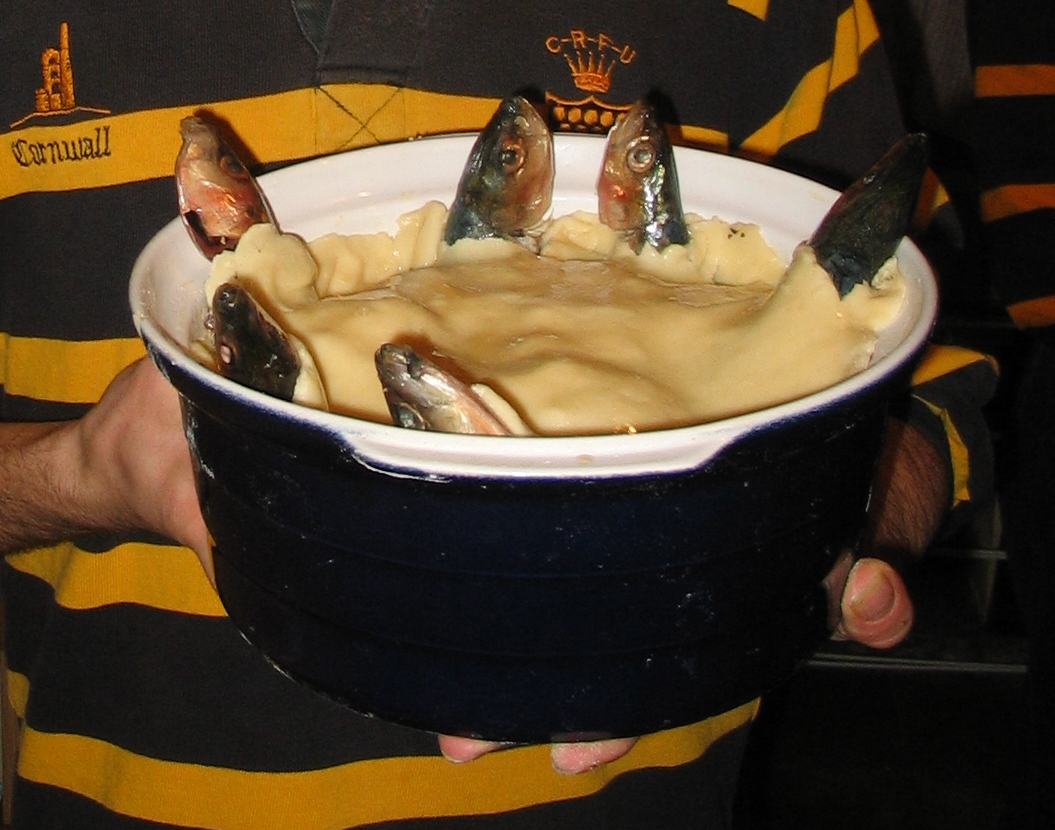
オーブンで焼く前のスターゲイジー・パイ

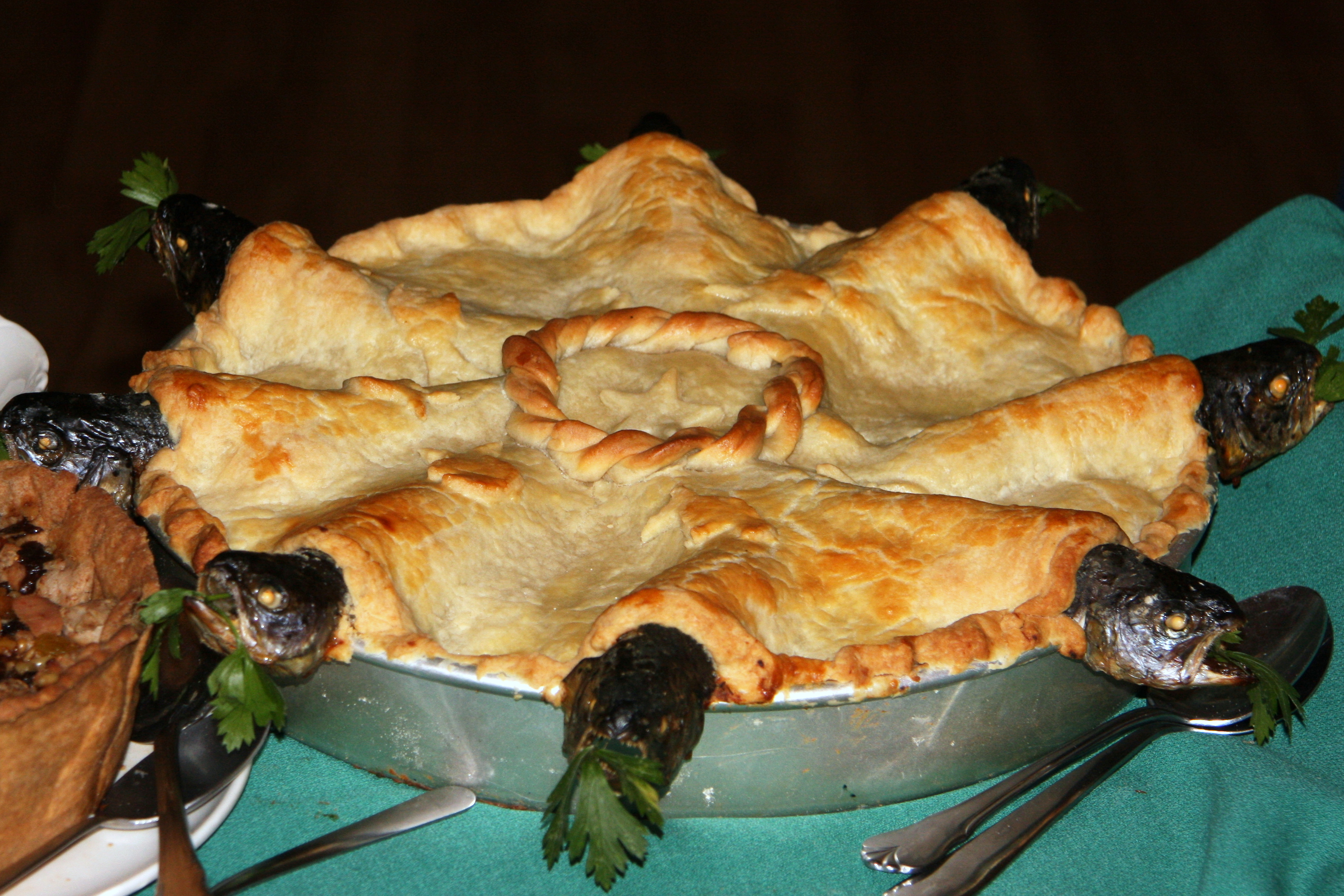
パイの周縁部に魚の頭部を並べたスターゲイジー・パイ

伝説によれば、発祥当時は材料としてイカナゴ、ウマヅラアジ、ピルチャード、ニシン、ヨーロッパトラザメ、タラを含む7種類の魚を使用して作っていた。伝統的な作り方においては、ピルチャードを材料として使うことが多いが、代用品としてサバやニシンを用いることもある。マウゼルの漁師宿の料理人、リチャード・スティーヴンソンはピルチャードやニシンを調理に使用したうえで、白身魚であれば何を使用しても良いとしている。また、魚はパイに配置する前に、食べやすくするため魚のウロコや皮、骨を取るなどの下処理を行う必要がある（パイから突き出す部分を除く）。伝統的な調理法に用いる材料としては、魚の他に増粘ミルク、卵、茹でたジャガイモがあげられる。
スターゲイジー・パイには伝統的な食材を使用した多くのバリエーションが存在し、その材料としては固茹で卵、ベーコン、玉ねぎ、マスタードもしくは白ワインが使用されている。メインの魚の代用品としては、他にザリガニやウサギ肉、羊肉などを用いることがある。スターゲイジー・パイのレシピでは、一番上にパイのふたをかぶせている。これは一般的にはパイ生地を使う。また、魚の頭部もしくは尾部がパイから突き出している。
スターゲイジー・パイを作るうえで、ピルチャードは尾部をパイの中心部に向けて置き、頭部がパイの周縁部に突き出すように配置しても良い。さらに、パイにジャガイモやペイストリーを入れるのと同様に、パイの中に固くなったパンやパイ、野菜を入れて作っても良い。その他にも、コーンウォールのヤーグやルバーブのチャツネ、ポーチドエッグやスライスしたレモンを入れても良い。

## 大衆文化
アントニア・バーバーの児童書「The Mousehole Cat」はトム・バーコックス・イヴに題材をとっている。この本は、トム・バーコックと彼の愛猫である黒と白の斑猫マウザーが魚をとりにいく物語である。ボートは巨大な「嵐猫」に遭遇したが、嵐猫の顎の下をなでてご機嫌を取ることで事なきを得る。このご機嫌取りにより、嵐猫が休んでいるあいだトムは漁をして村に帰ることに成功する。彼らは村に帰ると、すべての魚を使って「星を見上げる（Star-Gazy）」パイを焼き、村人に振る舞った。特に、アントニア・バーバーはスターゲイジー・パイがトムの英雄的な漁「より前に」マウゼルの食事において重要な位置にあったことを指摘しているが、伝説によれば、スターゲイジー・パイはトムの漁を発祥としている。
イギリスの料理番組「Great British Menu」の第二シリーズに、ロンドンにあるレストラン「The Ivy」のメインシェフ、マーク・ヒックスが出場しており、メインコースでスターゲイジー・パイを使用している。彼の提案しているスターゲイジー・パイはフィリング（詰め物）としてウサギ肉とザリガニを使用しており、ザリガニがパイ生地から飛び出している。ヒックスは以前に肉の消費促進を目的とした祭に羊肉とザリガニを使用したスターゲイジー・パイを提供しており、これは暫くの間ロンドンにある彼のレストランで提供された。
デイヴィッド・アーミテージの児童書「The Lighthouse Keeper's Cat」では、主人公の好物がスターゲイジー・パイであり、主人公は最後に褒美としてスターゲイジー・パイをもらう。
スターゲイジー・パイという名前はコーンウォールのフォークシンガー、ブレンダ・ウートンの1975年のアルバムのタイトルとして使用されている。アメリカ合衆国のロックバンド、The Silver Seas（歌を発表した当時のバンド名はThe Bees U.S.）もまた2004年にスターリー・ゲイジー・パイという名のアルバムをリリースしている。このアルバムとタイトル曲はバンドメンバーのダニエル・ターシャンが子供の頃から知っている料理本のレシピが元になっている。
スターゲイジー・パイは中国の英語ラジオにおいて、「中国人から見たイギリス料理の典型例」として、パロディで使用された。